# Stenness (Civil Parish)

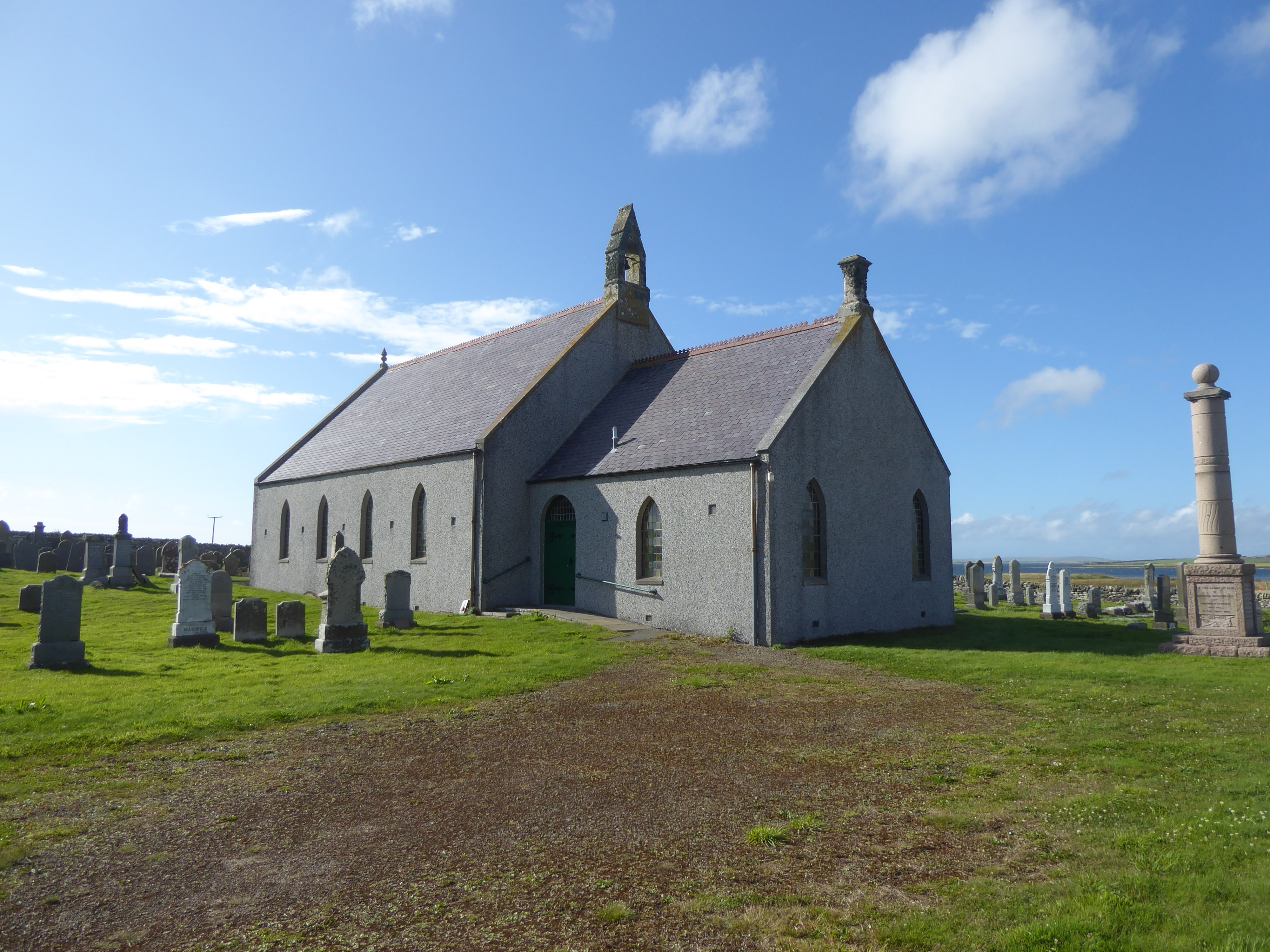
Die Kirche von Stenness

Stenness ist eine historische Verwaltungseinheit (Civil Parish) auf den Orkneyinseln im Norden von Schottland. Vom Typ her handelt es sich um eine Gemeinde.
Das Gebiet des Civil Parishes liegt im Westen der Insel Mainland am östlichen Ufer des Sees Loch of Stenness. Es bildet eine viereckige Form, an das fünf angrenzende Civil Parishes stoßen. Diese sind Orphir im Südosten, Firth im Nordosten, Birsay and Harray im Norden, Sandwick im Nordwesten und Stromness im Westen. Größere Ortschaften in der Nähe sind Stromness, etwa 7 Kilometer im Westen sowie Kirkwall, etwa 13 Kilometer im Osten.
Die Gegend ist äußerst dünn besiedelt, der namensbildende Hauptort ist Stenness.
Ende des 20. Jahrhunderts wurde die Civil Parishes Stenness und Firth zur Community Council Area Firth and Stenness vereinigt.